# Cylisticus iners
Cylisticus iners is een pissebed uit de familie Cylisticidae. De wetenschappelijke naam van de soort is voor het eerst geldig gepubliceerd in 1880 door Gustav Budde-Lund.